# Aire urbaine de Merville

L'aire urbaine de Merville dans le Nord-Pas-de-Calais

L'aire urbaine de Merville est une ancienne aire urbaine française nommée d'après  la commune de Merville. 194e de France en 1999, elle était composée des sept communes de l'unité urbaine de Merville, absorbée au cours des années 2000 par l'unité urbaine de Béthune, ce qui a conduit l'INSEE à intégrer en 2011 l'aire urbaine de Merville dans celle de Béthune.

## Caractéristiques
D'après la définition qu'en donne l'INSEE, l'aire urbaine de Merville est composée de 7 communes, situées dans le Nord et le Pas-de-Calais. Ses 31 514 habitants font d'elle la 194e aire urbaine de France.
7 communes de l'aire urbaine sont des pôles urbains.
Le tableau suivant détaille la répartition de l'aire urbaine sur les départements (les pourcentages s'entendent en proportion du département) :
| Département   | Communes | Communes (%) | Superficie (km²) | Superficie (%) | Population (1999) | Population (%) |
| ------------- | -------- | ------------ | ---------------- | -------------- | ----------------- | -------------- |
| Nord          | 5        | 0,8          | 86,35            | 1,5            | 23 150            | 0,9            |
| Pas-de-Calais | 2        | 0,2          | 27,83            | 0,4            | 8 364             | 0,6            |

## Communes
Voici la liste des communes françaises de l'aire urbaine de Merville.
| Code INSEE | Commune           | Type        | Département   | Superficie (km²) | Population (1999) | Densité (hab./km²) |
| ---------- | ----------------- | ----------- | ------------- | ---------------- | ----------------- | ------------------ |
| 59212      | Estaires          | Pôle urbain | Nord          | +0012,           | +0 0005 691,      | +00474,25          |
| 59268      | La Gorgue         | Pôle urbain | Nord          | +0015,03         | +0 0005 215,      | +00346,97          |
| 59400      | Merville          | Pôle urbain | Nord          | +0026,96         | +0 0008 903,      | +00330,23          |
| 59423      | Neuf-Berquin      | Pôle urbain | Nord          | +0006,4          | +0 0001 156,      | +00180,63          |
| 59615      | Vieux-Berquin     | Pôle urbain | Nord          | +0025,96         | +0 0002 185,      | +00084,17          |
| 62491      | Laventie          | Pôle urbain | Pas-de-Calais | +0018,13         | +0 0004 383,      | +00241,75          |
| 62736      | Sailly-sur-la-Lys | Pôle urbain | Pas-de-Calais | +0009,7          | +0 0003 981,      | +00410,41          |
|            | Total             |             |               | +0114,18         | +00031 514,       | +00276,            |